# Gyermekeknek
A Gyermekeknek (Sz. 42, BB 53) c. ciklus Bartók Béla műve, és az ún. népzenei–oktatási vonalat képviseli a művei között. A mű 1908–1909 között keletkezett, bár a szerző 1945-ben újra feldolgozta.
Mint ahogy a cím is sugallja, ezek a darabok rövidek, de a számok növekedésével egyre nehezednek. Mindegyik kis darab valamilyen népdal feldolgozása. Manapság a zongoraoktatás egyik alapanyaga, annak ellenére, hogy időnként nagy művészek is előadják koncertjeiken.
„… had' jussanak a tanulók a tanulás első egynéhány évében olyan előadási művekhez, amelyekben a népi zene keresetlen egyszerűsége annak dallambeli és ritmusbeli különösségével együtt megvan” – így nyilatkozott egy alkalommal Bartók e sorozat pedagógiai céljáról (idézet forrása: Ujfalussy: Bartók breviárium, 363. 1.).
A művekről azt kell tudni, hogy általában valamilyen népdalt dolgoznak fel, de úgy, hogy az eredeti dallam mindenképpen egyben, közérthetően szerepel. Bartók legfeljebb közjátékokkal szakította meg, vagy a dallamot a basszusba helyezte.
A négy kötet eredetileg 85 darabot foglalt magában; 1945-ben a komponista két kötetbe rendezve átdolgozta a sorozatot és hatot elhagyott közülük (ezek egyébként is Sándor Emma kompozíciói voltak). 1913-tól kezdve több ízben játszott kisebb-nagyobb válogatást Bartók hangversenyein a Gyermekeknek darabjaiból.
Szigeti József (Magyar népi dallamok címmel), Országh Tivadar és Zathureczky Ede hegedű–zongora átiratai is hozzájárultak e darabok széles körben való elterjedéséhez.

## Tételek

### 1. kötet
1. Allegro (Játszó gyermekek - Süssünk, süssünk)
2. Andante (Gyermekdal - Süss fel, nap!)
3. Andante (Elvesztettem páromat)
4. Allegro (Párnatánc (Elvesztettem zsebkendőmet)
5. Poco Allegretto (Játék - Cickom, cickom ...)
6. Allegro (Balkéztanulmány - Hej, tulipán, tulipán)
7. Andante grazioso (Játékdal - Keresd meg a tűt)
8. Allegretto (Gyermekjáték - Ej görbénye)
9. Molto Adagio (Dal - Fehér liliomszál)
10. Allegro molto ( Gyermektánc - Az oláhok )
11. Molto sostenuto (Elvesztettem páromat)
12. Allegro (Lánc, lánc, eszterlánc)
13. Andante (Ballada - Megöltek egy legényt)
14. Allegretto (A csanádi legények)
15. Allegro (Icike, picike ...)
16. Andante rubato (Régi magyar dallam - Nem loptam én életemben)[1]
17. Adagio (Kis kece lányom)
18. Andante non molto (Katonadal - Nagyváradi kikötőbe)
19. Allegretto (Ha bemegyek)
20. Poco Allegro (Bordal - Én édes, szép pintes üvegem)
21. Allegro robusto

### 2. kötet
1. Allegretto (Ez a Géza jó mészáros – Debrecenbe kéne menni)
2. Allegro grazioso (Táncdal - Így kell járni - Hopp, Juliska)
3. Andante sostenuto (Víz, víz, víz)
4. Allegro (Három alma meg egy fél)
5. Andante (Hess páva, császárné pávája!)
6. Allegramente (A mi lúdunk fekete)
7. Parlando (Fehér László lovat lopott)
8. Allegro (Ej? Haj? Micsoda?)
9. Andante (Kórusdal - Felhozták a kakast)
10. Allegro scherzando (Ötfokú dallam - Anyám, édesanyám)
11. Allegro ironico (Gúnydal - Besüt a nap a templomba)
12. Andante sostenuto (Amerre én járok – Csillagok, csillagok)
13. Andante (Fehér fuszulykavirág)
14. Allegro non troppo (Kertbe virágot szedtem)
15. Allegretto (Jaj de szépen esik az eső[2])
16. Poco vivace (Szép a páva – Ha felmegyek a budai nagy hegyre)
17. Vivace (Részegek nótája - Tíz liter bennem van)
18. Allegro (Kanásznóta - Házasodik a tücsök)
19. Molto vivace (Regös ének - Adjon az Úr Isten)
20. Allegro moderato (Elmész ruzsám?)
21. Allegro vivace (Kanásztánc)

### 3. kötet
1. Allegro (Hogyha meggy és cseresznye volna)
2. Andante (Kánya szállt az ágra)
3. Allegretto (Fa fölött, fa alatt ...)
4. Andante (Lakodalmas - Hej, Lado, Lado)
5. Molto andante (Változatok - Repült a páva ...)
6. I. Körtánc - Egy boszorka van (Allegro)
7. Andante (Bánat - Háborúból jöttem)
8. Allegro non troppo (Táncdal - Két galamb ül a torony hegyibe)
9. Andante (II. Körtánc - Rügyezzetek, virágot nyissatok)
10. Largo (Temetésre szól az ének - Szentmiklósi kaszárnyában
11. Lento (Bisztrói határon)
12. Poco andante
13. Allegro (Szeretőmnek anyja)
14. Moderato (Molnár Anna, hallod-e)
15. Molto tranquillo (Hatökör szánt magason)
16. Lento (Panasz)
17. Andante (Cselédnek fogadta papja)
18. Sostenuto - Allegro vivace (Gúnydal)
19. Assai lento (Románc)
20. Prestissimo (Kergetődzés)
21. Allegro moderato (Tréfa)
22. Molto allegro (Duhajkodó)

### 4. kötet
Szlovák népdalok alapján.
1. Molto rubato, non troppo lento (Ja som bača velmi starí)
2. Poco andante (Koj som išol cez horu)
3. Andante (Ďatel' na dube, žalostne dube)
4. Scherzando (Allegretto)
5. Csúfolódás (Allegro)
6. Furulyaszó (Andante molto rubato)
7. Még egy tréfa (Allegro)
8. Andante, molto rubato (Dosti som sa nachodil)
9. Kánon (Poco vivace)
10. Szól a duda (Vivace)
11. Árva gyerek (Poco andante)
12. Románc (Poco allegretto)
13. Nóta egy másik betyárról (Allegro)
14. Largo (Kebych ja vedela)
15. Molto tranquillo (Pri Prešporku, pri čichom Dunajku)
16. Búcsú (Adagio)
17. Ballada (Poco largo)
18. Rapszódia (Parlando, molto rubato)
19. Sirató ének (Lento)
20. Halotti ének (Lento)